# Anna Lehr
Pour les articles homonymes, voir Lehr (homonymie).
Anna Lehr, née le 17 novembre 1890 à New York aux États-Unis, est une actrice américaine, du cinéma muet et de théâtre, notamment de vaudeville. Elle tourne dans un film du cinéma sonore, Les Conquérants d'un nouveau monde, en 1947, rôle pour lequel elle n'est pas créditée.
Ses parents, Frank Lehr et Émilie Freisinger sont d'origine autrichienne. Elle se marie avec l'acteur Edwin McKim (en) puis divorce en 1920. Ils ont une fille, l'actrice américaine Ann Dvorak. Elle meurt, le 22 janvier 1974 à Santa Monica, aux États-Unis.

## Filmographie
- 1912 : Bedelia and the Newlyweds (court-métrage)
- 1912 : The Tree Imp (court-métrage)
- 1912 : A Simple Life (en) (court-métrage)
- 1912 : The Little Music Teacher (court-métrage)
- 1912 : The Call of the Blood (court-métrage)
- 1912 : Belligerent Benjamin (court-métrage)
- 1912 : The Chaperon (court-métrage)
- 1913 : The Stranglers of Paris
- 1913 : Victory
- 1914 : Should a Woman Divorce? (en)
- 1915 : The White Scar
- 1915 : Colorado
- 1915 : The Kiss of Dishonor (court-métrage)
- 1915 : Mein Friendt Schneider (court-métrage)
- 1915 : Heritage
- 1916 : The Bugle Call
- 1916 : La Mauvaise Étoile (Civilization's Child) de Charles Giblyn
- 1916 : The Target
- 1917 : Grafters
- 1917 : Parentage
- 1918 : For Freedom
- 1918 : The Birth of a Race (en)
- 1918 : L'Honneur de Bill (Laughing Bill Hyde) de Hobart Henley
- 1918 : The Yellow Ticket (en) de William Parke
- 1918 : Men (en)
- 1918 : My Own United States (en)
- 1918 :  The Other Woman
- 1919 : The Darkest Hour
- 1919 : The Open Door
- 1919 : Home Wanted
- 1919 : Le monde à l'envers (en) (Upside Down) de Lawrence C. Windom
- 1919 : The Jungle Trail
- 1919 : Thunderbolts of Fate
- 1920 : The Truth About Husbands
- 1920 : The Valley of Doubt
- 1920 : A Child for Sale (en)
- 1920 : Chains of Evidence
- 1920 : The Veiled Marriage
- 1921 : Cheated Hearts
- 1922 : Mr. Barnes of New York
- 1922 : Le berceau (en) (The Cradle) de Paul Powell
- 1923 : Ruggles of Red Gap
- 1928 : Jesus of Nazareth
- 1947 : Les Conquérants d'un nouveau monde (Unconquered) de Cecil B. DeMille

## Galerie

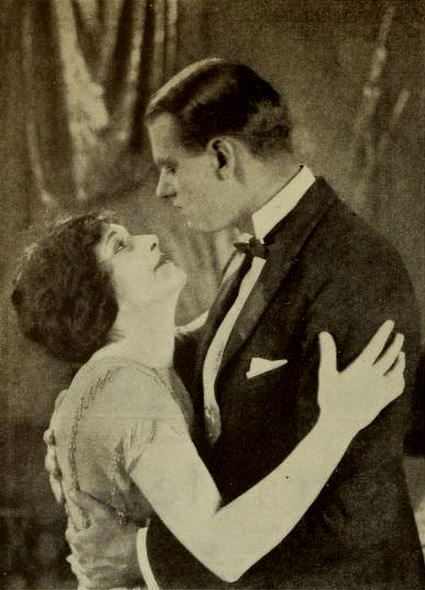
Anna Lehr et Charles Meredith, dans le film Le berceau (en), en 1922.
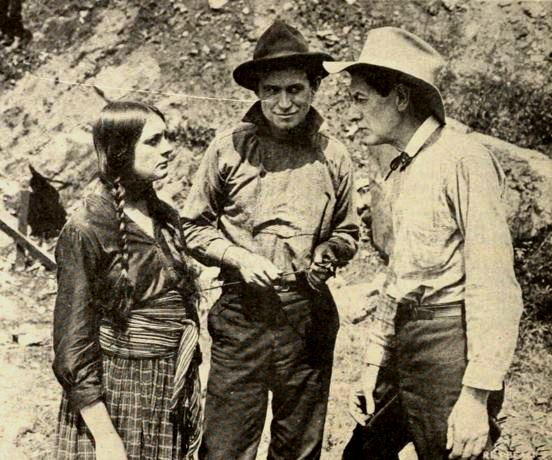
Anna Lehr (Will Rogers au centre), dans le film L'honneur de Bill, en 1918.
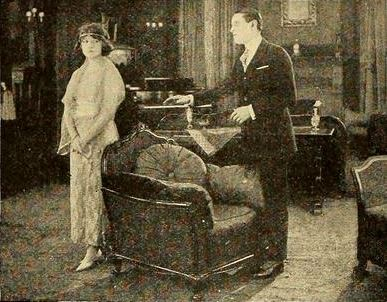
Anna Lehr et Taylor Holmes, dans le film Le monde à l'envers (en), en 1919.
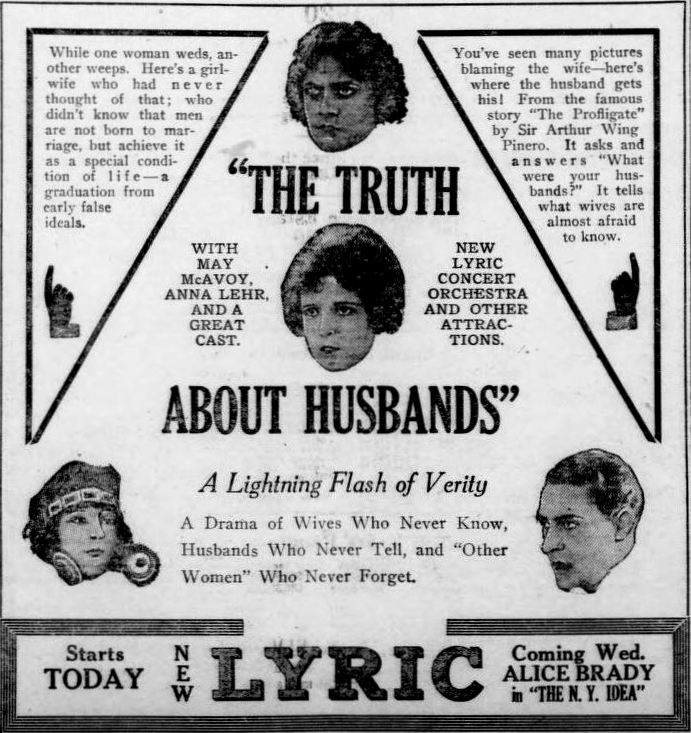
Publicité pour le film The Truth About Husbands (1920).